# Wiktory 1987
Nagrody Wiktorów za 1987 rok

## Lista laureatów
- Edyta Geppert
- Bogusław Kaczyński
- Janusz Gajos
- Piotr Fronczewski
- Zdzisława Guca
- Wojciech Mann
- Hanna i Antoni Gucwińscy
- Jerzy Urban
- Marek Kotański
- Wojciech Reszczyński